# مرتسهاوزن
مرتسهاوزن (به آلمانی: Merzhausen) یک شهر در آلمان است که در برایگاو-هخشوارتسوالد واقع شده‌است. مرتسهاوزن ۴٬۶۶۵ نفر جمعیت دارد.